# Isabella Cortese
Isabella Cortese, som levde omkring 1561, var en italiensk författare och alkemist. Hon utgav 1561 I secreti della signora Isabella Cortese i Venedig, en populär bok som gjorde alkemin bekant för allmänheten. En av kratrarna på Venus har fått sitt namn efter henne.  

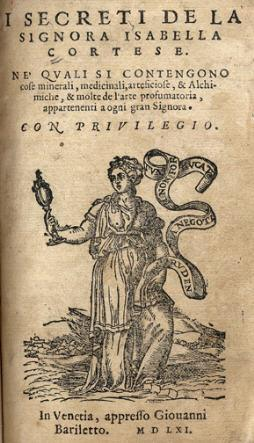
I secreti della signora Isabella Cortese, utgiven 1561.